# 松村優太
松村 優太（まつむら ゆうた、2001年4月13日 - ）は、大阪府大阪市東淀川区出身のプロサッカー選手。Jリーグ・鹿島アントラーズ所属。ポジションはミッドフィールダー（ウイング、サイドハーフ）。

## 来歴
静岡学園高等学校で2年生から頭角をあらわし、ドリブルを武器に背番号10番を背負った。ドリブルが武器なことから「和製アザール」とも言われた。高校3年生で出場した高校サッカー選手権では超高速と言われるドリブルとスピードを活かした守備で躍動し、静岡学園の24年ぶりの選手権全国制覇に貢献した。2020年より鹿島アントラーズに加入が内定した。
2020年、鹿島に入団。2月16日、ルヴァンカップ第1節の名古屋グランパス戦で81分から途中出場しプロデビューを飾る。しかし、その僅か9分後の90分にドリブルでペナルティエリア内に進入し、流れたボールに滑りながら右足を伸ばした際、先にキャッチした名古屋GKのミッチェル・ランゲラックと交錯してしまい、これがレッドカードとされ1発退場となり、チームも敗れた。8月12日、ルヴァンカップ第3節の清水エスパルス戦でプロ入り初ゴールを決めた。
2021年5月9日、第13節のFC東京戦でJ1初ゴールを決めた。
2024年7月21日、東京ヴェルディに期限付き移籍。シーズン終了後に鹿島へ復帰した。

## 人物・エピソード
KICK OFF!Jで田中マルクス闘莉王によりハイライトに切り抜かれないグランプリに選ばれた。その後の放送でこのWikipediaの受賞歴に載っていることが番組側にわかり本人のインタビューが放送された。

## 所属クラブ
- 大阪東淀川FC
- 静岡学園高等学校
- 2020年 -  鹿島アントラーズ
  - 2024年7月 - 同年12月  東京ヴェルディ (期限付き移籍)

## 個人成績
| 国内大会個人成績 | 国内大会個人成績 | 国内大会個人成績 | 国内大会個人成績 | 国内大会個人成績 | 国内大会個人成績 | 国内大会個人成績 | 国内大会個人成績 | 国内大会個人成績 | 国内大会個人成績 | 国内大会個人成績 | 国内大会個人成績 |
| 年度             | クラブ           | 背番号           | リーグ           | リーグ戦         | リーグ戦         | リーグ杯         | リーグ杯         | オープン杯       | オープン杯       | 期間通算         | 期間通算         |
| 年度             | クラブ           | 背番号           | リーグ           | 出場             | 得点             | 出場             | 得点             | 出場             | 得点             | 出場             | 得点             |
| 日本             | 日本             | 日本             | 日本             | リーグ戦         | リーグ戦         | リーグ杯         | リーグ杯         | 天皇杯           | 天皇杯           | 期間通算         | 期間通算         |
| ---------------- | ---------------- | ---------------- | ---------------- | ---------------- | ---------------- | ---------------- | ---------------- | ---------------- | ---------------- | ---------------- | ---------------- |
| 2020             | 鹿島             | 27               | J1               | 13               | 0                | 2                | 1                | -                | -                | 15               | 1                |
| 2021             | 鹿島             | 27               | J1               | 22               | 2                | 8                | 1                | 3                | 1                | 33               | 4                |
| 2022             | 鹿島             | 27               | J1               | 12               | 1                | 2                | 0                | 2                | 0                | 16               | 1                |
| 2023             | 鹿島             | 27               | J1               | 20               | 2                | 5                | 2                | 1                | 0                | 26               | 4                |
| 2024             | 鹿島             | 27               | J1               | 7                | 0                | 2                | 0                | 0                | 0                | 9                | 0                |
| 2024             | 東京V            | 47               | J1               | 12               | 0                | -                | -                | -                | -                | 12               | 0                |
| 通算             | 日本             | 日本             | J1               | 86               | 5                | 19               | 4                | 6                | 1                | 111              | 10               |
| 総通算           | 総通算           | 総通算           | 総通算           | 86               | 5                | 19               | 4                | 6                | 1                | 111              | 10               |

## タイトル

### クラブ
静岡学園高等学校
- 全国高等学校サッカー選手権大会 : 1回 (2019年)

### 代表
U-21日本代表
- ドバイカップU-23 (2022年)

### 個人
- 全国高等学校サッカー選手権大会・優秀選手（2019年）
- ハイライトに切り抜かれないグランプリ(2023年)(KICK OFF!J)

## 代表歴
- U-17日本代表
  - JENESYS2018日メコン U-17サッカー交流大会（2018年）
- U-18日本代表
  - コパ・デル・アトランティコ（2019年）
  - リスボン国際トーナメントU18（2019年）
  - SBSカップ 国際ユースサッカー（2019年）
- U-19日本代表
  - 千葉キャンプ（2020年）
- U-20日本代表
  - 千葉キャンプ（2021年）
- U-21日本代表
  - ドバイカップU-23（2022年）
- U-22日本代表
  - 千葉、福島キャンプ（2021年）
  - 欧州遠征（2023年）
  - アジア競技大会サッカー競技（2023年）